# Бабрій

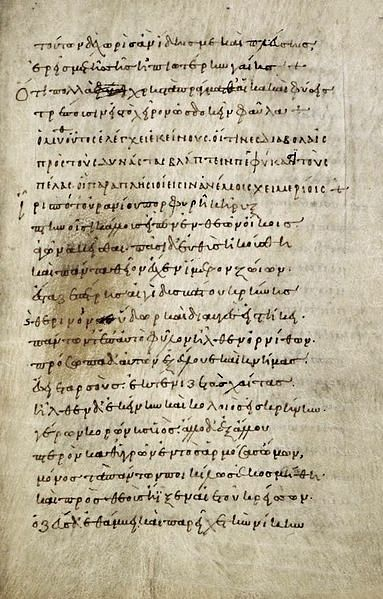
Текст із байок Бабрія

Вале́рій Бабрі́й (дати варіюються між 3 століттям до нашої ери та 3 століттям нашої ери) — давньогрецький поет, байкар часів імператорів Траяна та Адріана.

## Життєпис
Бабрій мав італійське походження, втім дати життя, народження та смерті невідомі. Можливо його покровителем був один із нащадків Тиграна V, царя Вірменії. За деякими відомостями Бабрій жив за імператора Александра Севера, але це малоймовірно. За останніми даними Бабрій мешкав наприкінці правління імператора Траяна — на початку володарювання Адріана.

## Творчість
Був останній значним байкарем античності, нащадком традицій Езопа та Федра. Писав свої байки давньогрецькою. Головним чином займався переробкою байок Езопа («Хворий олень», «Лисиця та олень», «Вовк та журавель») та Федра, використовуючи їхні теми й сюжети. Бабрій разом з тим створював байки на сучасні йому теми. Втім творчість його не характеризується особливою художньою силою. Байки написані холіямбами на кшталт віршів Гіппонакта. У мові Бабрія вперше помітні ознаки переходу від метричного принципу віршування до тонічного — збіг наприкінці вірша ритмічного наголосу з природними мовними наголосами.
Байки Бабрія були досить популярними до IV–V ст., здебільшого серед інтелектуальної еліти Римської імперії.
Бабрій випустив свою збірку під назвою «Байки» у 10 книгах.